# Bernhard Wicki
Bernhard Wolfgang Wicki (* 28. Oktober 1919 in St. Pölten, Niederösterreich; † 5. Januar 2000 in München) war ein gebürtiger Österreicher, der die Schweizer Staatsbürgerschaft besaß. Er war seit den 1950er-Jahren bis wenige Jahre vor seinem Tod Schauspieler, ab den 1960er-Jahren Fotograf und feierte seinen Durchbruch als Filmregisseur 1959 mit dem Antikriegsfilm Die Brücke, der unter anderem mit dem Golden Globe Award ausgezeichnet wurde.

## Leben
Bernhard Wickis Vater Bernhard Emil Wicky (geb. 11. Oktober 1885 in Kriens) war ein Schweizer Ingenieur und Teilhaber einer Maschinenfabrik, seine Mutter Melanie Helene, geborenen Kleinhapl, eine Österreicherin mit ungarischen Vorfahren. In seiner Schulzeit am Köthener Ludwigsgymnasium wurde er mit 13 Jahren Mitglied der Deutschen Jungenschaft 1/11 (kurz dj 1.11), einer linksorientierten Gruppe innerhalb der Bündischen Jugend.
Nach dem Abitur in Bad Warmbrunn (Schlesien) studierte er zunächst Kunstgeschichte, Geschichte und Germanistik an der Universität Breslau. Da er sich dann aber für eine künstlerische Laufbahn entschied, wechselte er 1938 zu Gustaf Gründgens an die Schauspielschule des Staatlichen Schauspielhauses in Berlin.
1939 wurde er wegen seiner Mitgliedschaft in der Bündischen Jugend (der dj 1.11.) für mehrere Monate im Konzentrationslager Sachsenhausen inhaftiert. Nach seiner Entlassung siedelte er zunächst nach Wien um und studierte dort am Max Reinhardt Seminar Schauspiel und Regie, danach zog er nach Salzburg. Er war Mitglied der schlagenden pennalen Burschenschaft Borussia Wien und der Pennalverbindung Cheruskia Salzburg.
Hier sammelte er auch erste Erfahrungen mit dem Film. In dem 1939/40 gedrehten Film Der Postmeister wirkte Bernhard Wicki als Statist mit. Am Schönbrunner Schlossparktheater spielte er den Urfaust, weitere Engagements waren unter anderem in Bremen von 1941 bis 1943, am Bayerischen Staatsschauspiel in München von 1943 bis 1944. Bei den Salzburger Festspielen gab er den Pylades in Goethes Iphigenie auf Tauris. Weitere Engagements folgten ab 1944 in Basel und bis 1950 in Zürich. Anfang 1945 heiratete er die Schauspielerin Agnes Fink, beide verließen noch vor Kriegsende Deutschland und gingen an das Schauspielhaus Zürich. In Zürich nahm er auch die schweizerische Staatsbürgerschaft an. Dort lernte er unter anderem den Dramatiker Friedrich Dürrenmatt kennen, mit dem ihn eine lebenslange Freundschaft verband.
Anfang 1950 wechselte Bernhard Wicki wieder an das Staatsschauspiel in München. Im gleichen Jahr gab er sein eigentliches Debüt als Filmschauspieler in Der Fallende Stern und in Junges Herz voller Liebe. Es folgten u. a. Die letzte Brücke (1953), in dem er seine beste schauspielerische Leistung in der Rolle des serbischen Partisanenoffiziers Boro bot, und Es geschah am 20. Juli (1955). Nachdem er 1952 eine Fotografie-Ausstellung der Agentur Magnum in Luzern gesehen hatte, beschloss er, auch das Fotografieren zu erlernen. Er bat den Regisseur Helmut Käutner um Mitarbeit als Kamera-Assistent bei dessen Film Monpti (1957).
1958 führte er erstmals selbst Regie im Dokumentarfilm Warum sind sie gegen uns? International berühmt wurde er mit einem Schlag 1959 durch den Antikriegsfilm Die Brücke nach dem Roman von Manfred Gregor, in dem er die tragische Geschichte der sinnlosen Verteidigung einer Brücke durch Jugendliche am Ende des Zweiten Weltkriegs erzählt. Wicki führte in diesem Film die Regie. In den folgenden Jahren arbeitete Wicki weiterhin als Filmregisseur. Als Fotograf gab er 1960 den Bildband „Zwei Gramm Licht“ heraus. Aber auch als Theaterregisseur gehörte er mit zu den Großen dieses Fachs. So inszenierte er beispielsweise am Schauspielhaus in Zürich das Shakespeare-Stück Antonius und Cleopatra und am Wiener Burgtheater Der Sturm, ebenfalls von William Shakespeare.
1962 führte Bernhard Wicki Co-Regie für die deutschen Anteile des amerikanischen Films Der längste Tag, der als einer der aufwändigsten Kriegsfilme und letzten großen Kinofilme in Schwarzweiß gilt.
Ab 1975 arbeitete Bernhard Wicki an der Verfilmung der Novelle Die Eroberung der Zitadelle von Günter Herburger. Im Anschluss daran war er 1976 wieder für das Fernsehen tätig. Hier drehte er ein Porträt über seinen Freund Curd Jürgens mit dem Titel Curd Jürgens – Der Filmstar, der vom Theater kam. Gemeinsam mit Wolfgang Kohlhaase, ebenfalls ein langjähriger Freund, arbeitete er 1984 in den DEFA-Studios in Potsdam-Babelsberg. Sie drehten hier den Film Die Grünstein-Variante, in dem drei Menschen unterschiedlicher Herkunft sich bei einem Schachspiel in einer Zelle näherkommen. Der Film ist eine klassische Studie über das Erinnern an den Zweiten Weltkrieg. Seine letzte Regiearbeit (1986–1989), die Verfilmung des Romans Das Spinnennetz von Joseph Roth, kann auch als sein Vermächtnis gesehen werden: Wicki zeigt hier die Gefahr der Verstrickung des deutschen Bürgertums in rechtsextremer Ideologie und den Antisemitismus der Weimarer Republik. In 180 Minuten schildert er den schrecklichen Werdegang eines bürgerlichen Ungeheuers. Noch während der Dreharbeiten verstarb einer der Hauptdarsteller, Richard Münch. Aber auch für Wicki selbst blieb die langwierige Arbeit am Film nicht ohne Folgen. Während der Dreharbeiten erlitt er in Prag eine Gehirnblutung, dennoch führte er das Projekt zu Ende. Die Uraufführung fand am 8. Mai 1989 in Cannes statt.
In zweiter Ehe war Wicki, nach dem Tod von Agnes Fink, seit 1995 mit der Schauspielerin Elisabeth Endriss verheiratet. In dem Dokumentarfilm Verstörung – und eine Art von Poesie (2007) porträtiert Elisabeth Wicki-Endriss später das Leben und Werk von Bernhard Wicki.
Bernhard Wicki absolvierte im Oktober 1999 seinen letzten öffentlichen Auftritt aus Anlass einer Hommage zu seinem 80. Geburtstag. Im Rollstuhl sitzend, gesundheitlich schon sichtlich angegriffen, nahm er die Ehrung durch zahlreiche Freunde und Wegbegleiter entgegen. Nach langer, schwerer Krankheit erlag er am 5. Januar 2000 einem Herzversagen in München. Wicki wurde auf dem Nymphenburger Friedhof in München beigesetzt (Grab Nr. 4-1-23).

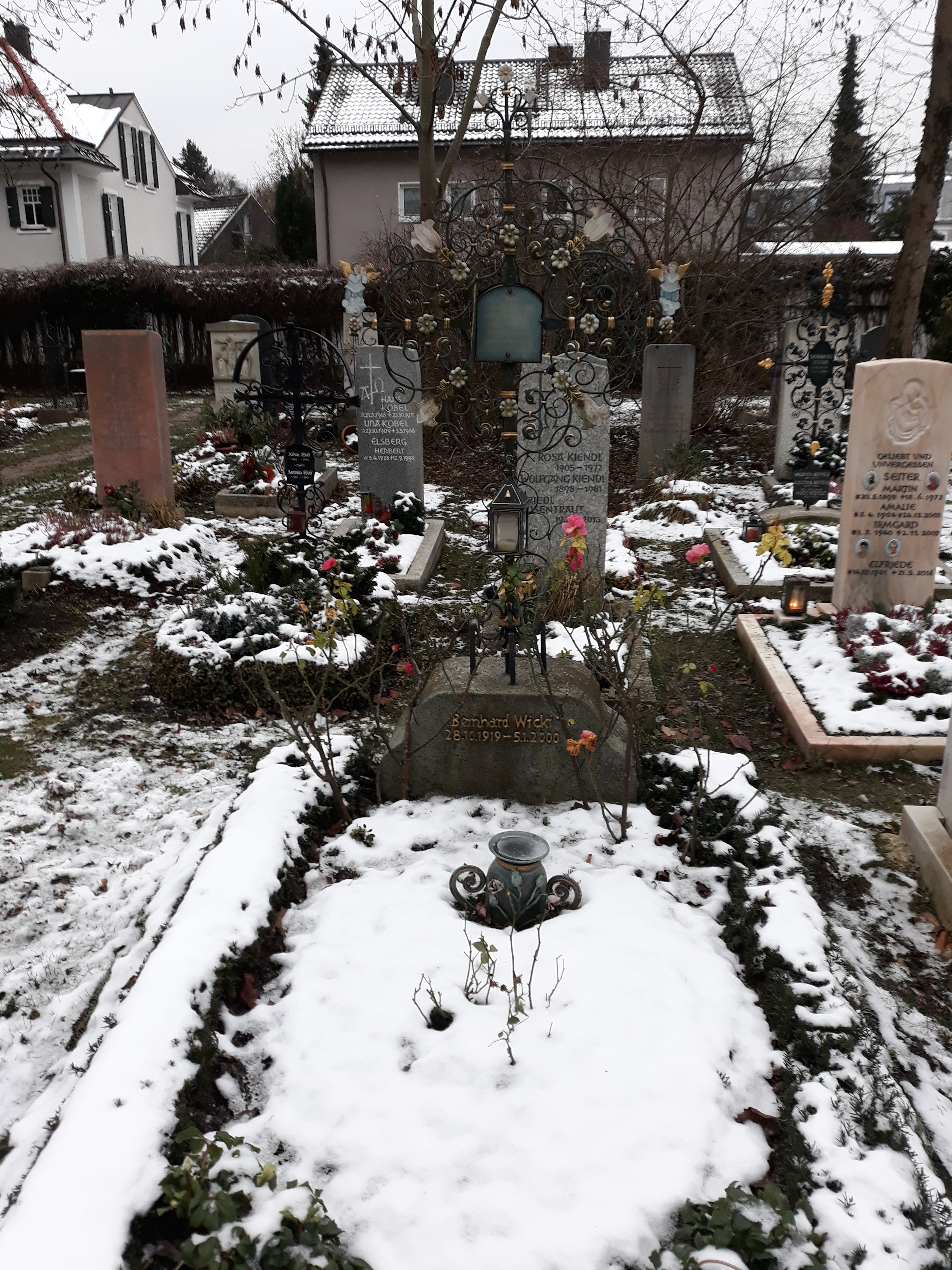
Grabstätte Bernhard Wicki, München, Friedhof Nymphenburg

Nach seinem Tod wurde 2001 in München der Bernhard Wicki Gedächtnis Fonds gegründet. Dieser vergibt seit 2002 den Friedenspreis des Deutschen Films – Die Brücke. Ein Bernhard-Wicki-Filmpreis, zurzeit mit 10.000 Euro dotiert, wird seit dem Jahr 2000 im ostfriesischen Emden verliehen. Bernhard Wicki war von Beginn an ein ideeller Förderer des 1990 erstmals veranstalteten Festivals Internationales Filmfest Emden-Norderney.

## Filmografie

### Darsteller (Auswahl)
- 1940: Der Postmeister (Statist), Regie: Gustav Ucicky
- 1950: Der fallende Stern, Regie: Harald Braun
- 1953: Der Haflinger Sepp, Regie: Paul May
- 1953: Die letzte Brücke, Regie: Helmut Käutner
- 1954: Rummelplatz der Liebe, Regie: Kurt Neumann
- 1954: Das zweite Leben, Regie: Victor Vicas
- 1954: Die Mücke, Regie: Walter Reisch
- 1954: Gefangene der Liebe, Regie: Rudolf Jugert
- 1954: Ewiger Walzer, Regie: Paul Verhoeven
- 1955: Es geschah am 20. Juli, Regie: Georg Wilhelm Pabst
- 1955: Kinder, Mütter und ein General, Regie: László Benedek
- 1955: Rosen im Herbst, Regie: Rudolf Jugert
- 1955: Du mein stilles Tal, Regie: Leonard Steckel
- 1956: Frucht ohne Liebe, Regie: Ulrich Erfurth
- 1956: Weil du arm bist, mußt du früher sterben, Regie: Paul May
- 1956: Skandal um Dr. Vlimmen, Regie: Arthur Maria Rabenalt
- 1957: Königin Luise, Regie: Wolfgang Liebeneiner
- 1957: Flucht in die Tropennacht, Regie: Paul May
- 1957: Es wird alles wieder gut, Regie: Géza von Bolváry
- 1957: Die Zürcher Verlobung, Regie: Helmut Käutner
- 1958: Madeleine und der Legionär, Regie: Wolfgang Staudte
- 1958: Die Katze (La chatte), Regie: Henri Decoin
- 1958: Frauensee, Regie: Rudolf Jugert
- 1958: Unruhige Nacht, Regie: Falk Harnack
- 1958: Frau im besten Mannesalter, Regie: Axel von Ambesser
- 1960: Lampenfieber, Regie: Kurt Hoffmann
- 1960: Die Nashörner (TV-Rolle), Regie: Gustav Rudolf Sellner
- 1960: Die Nacht (La notte), Regie: Michelangelo Antonioni
- 1962: Liebe macht erfinderisch (L’amore difficile), Regie: Alberto Bonucci
- 1962: Erotica (L’amore difficile)
- 1963: Ferien in Portugal (Vacances Portugaises), Regie: Pierre Kast
- 1963: Elf Jahre und ein Tag, Regie: Gottfried Reinhardt
- 1968: Affaire Dreyfus (TV-Rolle), Regie: Franz Josef Wild
- 1968: Der Feldmarschall (TV-Rolle), Regie: Hermann Kutscher
- 1968: Graf Öderland (TV-Rolle), Regie: Rolf Hädrich
- 1969: Deine Zärtlichkeiten, Regie: Peter Schamoni
- 1971: Carlos, Regie: Hans W. Geißendörfer
- 1972: Der Kommissar – Episode: Toter Gesucht (TV-Rolle), Regie: Theodor Grädler
- 1972: Das Jahrhundert der Chirurgen (TV-Rolle), Regie: Wolf Dietrich
- 1973: Der Kommissar – Herr und Frau Brandes (TV-Rolle), Regie: Leopold Lindtberg
- 1975: Frankensteins Spukschloß, auch: Crime And Passion, Regie: Ivan Passer
- 1975: Glückssucher (TV-Rolle), Regie: Peter Beauvais
- 1975: Drei Wege zum See (TV-Rolle), Regie: Michael Haneke
- 1977: Derrick – Eine Nacht im Oktober (TV-Rolle), Regie: Wolfgang Becker
- 1977: Die linkshändige Frau, Regie: Peter Handke
- 1978: Despair – Eine Reise ins Licht, Regie: Rainer Werner Fassbinder
- 1978: Die gläserne Zelle, Regie: Hans W. Geißendörfer
- 1978: Die Abenteuer des David Balfour (TV-Rolle, 4 Teile), Regie: Jean-Pierre Decourt
- 1978: Der Mann im Schilf, Regie: Manfred Purzer
- 1979: Lemminge (TV-Rolle), Regie: Michael Haneke
- 1979: Theodor Chindler, Regie: Hans W. Geißendörfer
- 1979: Der Alte – Alte Kameraden (TV-Rolle), Regie: Theodor Grädler
- 1980: Im Schlaraffenland (TV-Rolle), Regie: Fritz Umgelter
- 1980: Death Watch – Der gekaufte Tod, auch: La Mort En Direct, Regie: Bertrand Tavernier
- 1980: Derrick – Zeuge Yurowski (TV-Rolle), Regie: Alfred Vohrer
- 1981: Der Alte Der Zigeuner (TV-Rolle), Regie: Theodor Grädler
- 1982: Domino, Regie: Thomas Brasch
- 1982: Der geheimnisvolle Fremde, Regie: Peter H. Hunt
- 1982: Max Haufler, „Der Stumme“ (Dokumentarfilm)
- 1982: Bereg – Das Ufer, Regie: Alexander Alow, Wladimir Naumow
- 1983: Frühlingssinfonie, Regie: Peter Schamoni
- 1983: Eine Liebe in Deutschland, Regie: Andrzej Wajda
- 1983: Eine Art von Zorn (TV-Rolle), Regie: Ulrich Edel
- 1984: Duell ohne Gnade (La diagonale du fou), Regie: Richard Dembo
- 1984: Paris, Texas, Regie: Wim Wenders
- 1984: Ein Fall für zwei: Elf Jahre danach (TV-Rolle), Regie: Michael Meyer
- 1985: Marie Ward – Zwischen Galgen und Glorie, Regie: Angelika Weber
- 1986: Killing Cars, Regie: Michael Verhoeven
- 1990: Das Erbe der Guldenburgs, Regie: Gero Erhardt
- 1991: Erfolg, Regie: Franz Seitz junior
- 1993: Prinzenbad, Regie: Richard Blank
- 1994: Rosamunde Pilcher – Wilder Thymian (TV-Rolle), Regie: Gero Erhardt

### Regie
- 1958: Warum sind sie gegen uns?
- 1959: Die Brücke, nach dem gleichnamigen Roman von Manfred Gregor
- 1961: Das Wunder des Malachias, nach einem Roman von Bruce Marshall
- 1962: Der längste Tag (zusammen mit anderen Regisseuren, unter anderem Ken Annakin und Andrew Marton) nach dem gleichnamigen Tatsachenbericht von Cornelius Ryan über den D-Day
- 1964: Der Besuch, nach dem Drama Der Besuch der alten Dame von Friedrich Dürrenmatt
- 1965: Morituri (Fernsehtitel: Kennwort: Morituri), nach einem Roman von Werner Jörg Lüddecke
- 1967: Der Paukenspieler (Co-Regie)
- 1970: Karpfs Karriere
- 1971: Das falsche Gewicht, nach dem gleichnamigen Roman von Joseph Roth[8]
- 1977: Curd Jürgens – Der Filmstar, der vom Theater kam
- 1977: Die Eroberung der Zitadelle, nach der gleichnamigen Novelle von Günter Herburger
- 1984: Die Grünstein-Variante, nach einem Hörspiel von Wolfgang Kohlhaase, Dreharbeiten gemeinsam mit Wolfgang Kohlhaase
- 1987: Sansibar oder Der letzte Grund, nach dem gleichnamigen Roman von Alfred Andersch
- 1989: Das Spinnennetz, nach dem gleichnamigen Roman von Joseph Roth

### Synchronsprecher (Auswahl)
- 1952: Pläsier (Le Plaisir), Regie: Max Ophüls
- 1953: O Cangaceiro – Die Gesetzlosen (O Cangaceiro), Regie: Lima Barreto
- 1957: Die zwölf Geschworenen (12 Angry Men), Regie: Sidney Lumet

## Auszeichnungen
- 1958: Filmband in Silber (Dokumentarfilm) für Warum sind sie gegen uns?
- 1960: Goldene Schale für Die Brücke
- 1960: Filmband in Gold (Regie) für Die Brücke
- 1960: Preis der deutschen Filmkritik für Die Brücke
- 1960: Deutscher Jugendfilmpreis für Die Brücke
- 1960: Golden Globe für Die Brücke
- 1960: Oscar-Nominierung (Bester ausländischer Film) für Die Brücke
- 1960: Auszeichnung der Vereinten Nationen für Verdienste um den Frieden
- 1961: Silberner Bär auf der Berlinale 1961 für Das Wunder des Malachias (Beste Regie)
- 1962: Bambi
- 1963: Oscar-Nominierung für The Longest Day
- 1972: Goldene Kamera (Regie) für Das falsche Gewicht
- 1972: Filmband in Gold (Regie) für Das falsche Gewicht
- 1976: Filmband in Gold für langjähriges und hervorragendes Wirken im deutschen Film
- 1977: Filmband in Silber für Die Eroberung der Zitadelle
- 1979: Jakob-Prandtauer-Preis für Wissenschaft und Kunst der Stadt St. Pölten
- 1982: Großes Verdienstkreuz des Verdienstordens der Bundesrepublik Deutschland
- 1985: Filmband in Gold (Regie) für Die Grünsteinvariante
- 1986: Helmut-Käutner-Preis[9]
- 1986: Kritikerpreis DDR für Die Grünsteinvariante
- 1988: Adolf-Grimme-Preis mit Gold für Sansibar oder Der letzte Grund (zusammen mit Cornelia Schmaus)
- 1989: Filmband in Gold (Sonderfilmpreis 40 Jahre Bundesrepublik Deutschland) für Die Brücke
- 1989: Bayerischer Filmpreis
- 1989: Ehrenpreis der Abendzeitung
- 1989: Oscar-Nominierung (Bester ausländischer Film) für Das Spinnennetz
- 1990: Filmband in Gold (Regie) für Das Spinnennetz
- 1990: Internationale Filmfestspiele Berlin 1990: Berlinale Kamera
- 1990: Schwabinger Kunstpreis (Ehrenpreis)
- 1992: UFA Ehrenpreis
- 1992: Bayerischer Verdienstorden
- 1998: DIVA-Award
- 1999: Medaille «München leuchtet» in Gold
- 2000: Österreichisches Ehrenkreuz für Wissenschaft und Kunst I. Klasse

## Dokumentarfilm
- Verstörung – und eine Art von Poesie. Die Filmlegende Bernhard Wicki. Dokumentation, Deutschland, 2007, 120 Min., Buch und Regie: Elisabeth Wicki-Endriss, Produktion: Wicki Film, BR, u. a. mit Maximilian Schell, Michael Mendl, Klaus Maria Brandauer[10]